# Unité et action
 (mars 2017).
Unité et Action est un courant de pensée du syndicalisme enseignant, qui trouve ses origines dans la volonté de rattachement ou de proximité avec la Confédération générale du travail (CGT), et promeut une conception combative et pragmatique de l'action syndicale. Le courant naît au sein de la Fédération de l'éducation nationale (FEN), et est aujourd'hui majoritaire à la Fédération syndicale unitaire (FSU) depuis sa création en 1993. Longtemps caractérisé par sa proximité avec le Parti communiste français (PCF), celle-ci est aujourd'hui à relativiser au sein de la FSU. 

## Le courant pro CGT au sein de la FEN (1946-1954)
L'origine d'Unité et Action est à chercher dans le courant "cégétiste" de la Fédération de l'Éducation nationale (FEN), qui rassemblait les partisans du maintien de la fédération dans la CGT, contre l'autonomie, lors du congrès de 1948 entérinant la scission entre la CGT et FO. Dirigé par l’instituteur Paul Delanoue, numéro  2 de la FEN, il recueille alors 30 % des voix. Ces militants, proches des communistes, ne quittèrent pas la FEN à l'exception du SNET « apprentissage » (à l'origine de l'influence de la CGT parmi les professeurs d'enseignement professionnel). La FEN ayant admis l'affiliation à titre individuel à la CGT, à condition qu'elle ne donne pas de mots d'ordre parallèles, ces militants firent ainsi vivre une FEN-CGT jusqu'en 1954 où une décision du bureau politique du PCF invita les instituteurs membres du parti à concentrer toute leur activité dans le SNI.
Les militants autonomes (favorables à l'autonomie de la fédération, parmi lesquels on trouvait des socialistes) sont largement majoritaires, ils contrôlent alors tous les syndicats. Les autonomes, avec les militants  de l'École Emancipée (généralement proches de l'extrême-gauche) ont refusé de rejoindre FO afin de maintenir l'unité de la fédération. 

## Une minorité forte d'Unité et Action dans la FEN (1954-1992)
Refusant tout d'abord l'organisation en "tendances" dans la Fédération de l'éducation nationale (FEN), les militants soutenaient une motion déposée par la section des Bouches du Rhône  dans les Congrès du puissant Syndicat national des instituteurs (SNI). La motion leur permettait de mesurer leur influence. Dans la section de la Seine du SNI, leurs motions changeaient régulièrement de nom. Appelé Unité pour une Action Syndicale Efficace à partir de 1956 dans le Syndicat national de l'enseignement technique (SNET) et liste B dans le Syndicat national des enseignements du second degré (SNES), ce courant finit par se structurer clairement et par choisir l'intitulé « Unité et Action » , abrégé UA, à partir de 1966.
Unité et Action constituait la principale minorité de la FEN face à la majorité "autonome". C'est une période de forte progression pour lui. En 1967, il devient majoritaire dans le deuxième syndicat de la FEN, le SNES. Dans la foulée, il conquiert la direction du syndicat national de l'éducation physique (SNEP), ainsi qu'une trentaine de sections départementale de la fédération.

## Création de la FSU et majorité d'Unité et Action depuis 1992
Dans les années soixante-dix et quatre-vingts, l'affrontement entre Unité et Action, principale minorité, et la majorité Unité Indépendance et Démocratie, va connaître une escalade qui conduira à la scission de la FEN en 1992-93.
Le courant Unité et Action décide alors de participer à la création de la Fédération syndicale unitaire (FSU), au sein de laquelle il est largement majoritaire depuis sa création. Tandis que la FEN évolue en sens inverse et abandonne les tendances à cette date. Au dernier scrutin interne de la FSU en décembre 2015, la liste "Unité & action et sans tendance" a recueilli 70,9% des voix. Si elle ne critique plus l'organisation en tendance au sein de la FSU pour y préférer une position d'ouverture au pluralisme idéologique, Unité et action réaffirme toujours sa volonté d'agir avec les autres formations syndicales, notamment la CGT.
Dans ses textes d'orientation syndicale présentés pour les congrès de la FSU, Unité et Action revendique :
- l'ouverture aux autres courants de pensée, avec une direction pluraliste, à tous les niveaux :
- l'ouverture à tous les syndiqués ;
- l'ouverture à la diversité des opinions et approches par la recherche et la construction systématique des synthèses ;
- l'ouverture à la diversité du syndicalisme dans notre pays, par la recherche de l’unité d’action.

Longtemps proche du Parti communiste français, Unité et Action s’en est distanciée dans les années 1980. Peu de militants sont toujours affiliés à un parti, ils se reconnaissent en général dans l’espace politique compris entre l’extrême-gauche et le centre gauche.  